# Park Dąbski
Park Dąbski (niem. Wilhelm-Bluhm Anlage lub Grüneiche) – park miejski zlokalizowany we Wrocławiu, na tzw. Wielkiej Wyspie, w rejonie ulic: Wittiga, Zygmunta Wróblewskiego oraz Grobli Szczytnicko-Bartoszowicką nad Odrą. Jego obecna nazwa obowiązuje na podstawie Uchwały Rady Miejskiej Wrocławia z dnia 9 października 1993 roku (nr LXXI/454/93) w sprawie nazw parków i terenów leśnych istniejących we Wrocławiu.
W pobliżu parku znajdują się m.in.: domy studenckie Politechniki Wrocławskiej oraz Uniwersytetu Wrocławskiego, Ogród Zoologiczny, Park Szczytnicki i Hala Stulecia, a także tereny stadionu Ślęzy Wrocław.